# Mandatno-imunitetna komisija Državnega zbora Republike Slovenije
Mandatno-imunitetna komisija (kratica MIK) je stalna komisija Državnega zbora Republike Slovenije.
Od vključno četrtega mandata dalje se ta komisija imenuje Mandatno-volilna komisija Državnega zbora Republike Slovenije.   

## Delovanje
Delovanje komisije je določeno v Poslovniku državnega zbora:
Mandatno-volilna komisija:
- opravlja zadeve v zvezi s potrditvijo mandatov poslancev,
- obravnava vprašanja v zvezi z imuniteto poslancev, sodnikov ustavnega sodišča, sodnikov ter varuha človekovih pravic in njegovih namestnikov,
- obvešča zbor o primerih, ki imajo za posledico prenehanje poslančevega mandata,
- obravnava predloge zakonov in drugih aktov, ki urejajo položaj ter pravice poslancev in generalnega sekretarja,
- obravnava vprašanja iz pristojnosti državnega zbora v zvezi z volitvami, imenovanji in razrešitvami, kadar to določa zakon, ta poslovnik ali drug akt državnega zbora,
- predlaga državnemu zboru v imenovanje ali izvolitev funkcionarje, če tako določa zakon, ta poslovnik ali drug akt državnega zbora,
- daje soglasje k imenovanju funkcionarjev, če zakon tako določa,
- sprejema akte o plačah in drugih osebnih prejemkih in povračilih ter dopustih poslancev in generalnega sekretarja,
- opravlja druge naloge, ki jih določa zakon, ta poslovnik ali drug akt državnega zbora.

## Sestava
1. državni zbor Republike Slovenije
- izvoljena: 23. december 1992
- predsednik: Miroslav Mozetič (23. december 1992-26. februar 1993); Nada Skuk (26. februar 1993-)
- podpredsednik: Andrej Lenarčič
- člani: Brane Eržen (do 23. decembra 1993), Jože Jagodnik, Metka Karner-Lukač (do 27. maja 1993), mag. Janez Kopač, Štefan Matuš (od 27. maja 1993), Irena Oman (23. april-23. december 1993), Janko Predan, Danica Simčič (6. oktober 1994-), Drago Šiftar

2. državni zbor Republike Slovenije
- izvoljena: 16. januar 1997
- predsednik: Ciril Pucko
- podpredsednik: Zoran Lešnik (do 25. julija 1997), Pavel Rupar (od 25. julija 1997)
- člani: Peter Hrastelj, Bojan Kontič, Peter Lešnik, Zoran Lešnik (od 25. julija 1997), Jurij Malovrh, Franc Potočnik, Pavel Rupar (do 25. julija 1997), Bogomir Zamernik, Jožef Zimšek

3. državni zbor Republike Slovenije
- izvoljena: 27. oktober 2000
- predsednik: Sašo Peče
- člani: Matjaž Švagan, Pavel Rupar, Bojan Kontič, Jurij Malovrh, Majda Zupan, Valentin Pohorec, Igor Štemberger